# Bacterioma
Un bacterioma es un órgano especializado, que se encuentra principalmente en los insectos, que alberga bacterias endosimbióticas. Los bacteriomas contienen células especializadas, llamadas bacteriocitos, que proporcionan nutrientes y refugio a las bacterias mientras protegen al animal huésped. A cambio, las bacterias proporcionan elementos esenciales como vitaminas y aminoácidos al insecto huésped. Los bacteriomas también protegen a las bacterias del sistema inmunitario del huésped, ya que los insectos secretan péptidos antimicrobianos como la coleoptericina secretada por los gorgojos para mantener las bacterias dentro del bacterioma.
Algunos insectos albergan más de una especie de bacteria. En las cochinillas acorazadas, los bacteriomas tienen propiedades genéticas y sexuales únicas. Por ejemplo, tienen cinco copias de cada cromosoma, incluidas dos copias del genoma completo de la madre.